# Rhadinodonta bella
Rhadinodonta bella là một loài tò vò trong họ Ichneumonidae.